# إيرا (ألبوم)
إيرا (بالإنجليزية: Era)‏ هو ألبوم موسيقي لفرقة إيرا ويعتبر أول ألبوم للفرقة، تم إطلاق الألبوم في سنة 1996 وثم أعيد إطلاقه في سنة 1998 بعد إضافات فيه، وقد تم إنتاج 10 تسجيلات وأستخدم بعض منها في أفلام، وإستخدمته بعض الشركات أيضاً مثل ماستركارد.

## التسجيلات
- إيرا
- أمينو
- كثار ريثم
- أفيمانو
- إيناي فولاري
- ميرور
- سيمبري دي أمور
- أفتر تايم
- إمبيرا
- مذر

## روابط خارجية
- إيرا على موقع أول موفي (الإنجليزية)